# Gabby's poppenhuis
Gabby's poppenhuis (Engels: Gabby's Dollhouse) is een Amerikaans kinderprogramma dat op 5 januari 2021 voor het eerst uitgezonden werd op Netflix. Het is een animatieserie met een live-action introductie en afsluiting. De serie werd geproduceerd door DreamWorks met als bedenkers en uitvoerend producenten Traci Paige Johnson en Jennifer Twomey.

## Verhaal
Elke aflevering begint met live-action Gabby die speelt in haar slaapkamer. Ze ontvangt een pakketje wat de aanleiding vormt voor een avontuur. Gabby zet haar magische haarband met kattenoren op en krimpt samen met haar kat-panda knuffel Pandy Poek tot popformaat waarna een magisch animatieavontuur begint in een kamer in het poppenhuis samen met een veelvoud aan Gabby katten.
Elke aflevering eindigt met een "Gabby kat van de dag" sectie waarin een van de katten de kijker begeleidt in een activiteit zoals koken, zingen, of andere activiteiten. Tot slot gaat het terug naar live-action Gabby die de aflevering beëindigt.

## Afleveringen
| Seizoen | Aantal afleveringen | Originele uitzending |
| ------- | ------------------- | -------------------- |
| 1       | 10                  | 5 januari 2021       |
| 2       | 8                   | 10 augustus 2021     |
| 3       | 7                   | 19 oktober 2021      |
| 4       | 8                   | 1 februari 2022      |
| 5       | 6                   | 25 juli 2022         |
| 6       | 6                   | 1 november 2022      |
| 7       | 6                   | 20 maart 2023        |
| 8       | 7                   | 7 augustus 2023      |
| 9       | 6                   | 25 maart 2024        |
| 10      | 6                   | 5 augustus 2024      |
| 11      | 6                   | 17 februari 2025     |